# Lyponia guerryi
Lyponia guerryi is een keversoort uit de familie netschildkevers (Lycidae). De wetenschappelijke naam van de soort werd in 1939 gepubliceerd door Maurice Pic.